# 阿合买托拉·哈力
阿合买托拉·哈力（1940年10月15日—），中国哈萨克族作家，新疆托里人。中共党员。

## 生平
1940年10月15日出生。1957年开始发表作品。1958年毕业于伊犁师范学院。1984年加入中国作家协会。文革期间，他被扣上“资产阶级知识分子”、“民族分裂分子”的帽子，受到迫害。1980年至1995年任新疆人民出版社哈萨克语编辑部副主任。1996年起在哈萨克斯坦阿赫马德·阿萨维大学任研究员。

## 作品
著有长篇小说《神圣的阿勒泰》、《天鹅与阿来》，中篇小说集《首领的女儿》等。

## 奖项
《克孜奇别克》获1979—1982年全国优秀民间文学作品三等奖，《哈依达尔》获1989年新疆优秀作品奖，《首领之女》获1988—1991年全国少数民族文学创作优秀奖，歌词《广阔的草原》获新疆优秀歌词三等奖。